# フィリップ・ムウェネ
フィリップ・ムウェネ（Phillipp Mwene、1994年1月29日 - ）は、オーストリア・ウィーン出身のサッカー選手。1.FSVマインツ05所属。オーストリア代表。ポジションはDF。
フィリップ・エムヴェネとも表記される。

## クラブ経歴
2016年、1.FCカイザースラウテルンに移籍。2017-18シーズンには31試合に出場し4ゴールを挙げたが、チームは3. リーガに降格した。
2018年5月、オーストリアやブンデス2部からオファーを受ける中、1部の1.FSVマインツ05に移籍した。
2021年6月2日、PSVアイントホーフェンと3年契約を締結した。
2023年8月23日、1.FSVマインツ05へ復帰し、3年契約を結んだ。

## 代表経歴
オーストリアの各世代別代表を経て、2021年9月4日、2022 FIFAワールドカップ・予選のイスラエル代表戦でオーストリア代表デビューを飾った。

## タイトル
PSV
- KNVBカップ : 1回 (2021-22, 2022-23)
- ヨハン・クライフ・スハール : 2回 (2021, 2022)